# Dhampur
Dhampur ist eine Stadt im indischen Bundesstaat Uttar Pradesh.
Die Stadt ist Teil des Distrikts Bijnor. Dhampur liegt 420 km nordwestlich von Lucknow und nahe der Grenze zu Uttarakhand. Dhampur hat den Status eines Nagar Palika Parishad und ist in 25 Wards (Wahlkreise) gegliedert. Dhampur hatte am Stichtag der Volkszählung 2011 50.997 Einwohner, von denen 26.608 Männer und 24.389 Frauen waren.